# اما دستینووا
اِما دستینُوا (به چکی: Ema Destinnová) مشهور به امی دستین (انگلیسی: Emmy Destinn؛ ۲۰ فوریه ۱۸۷۸ – ۲۸ ژانویه ۱۹۳۰) خوانندهٔ سوپرانوی اپرای اهل جمهوری چک بود. او صدایی رسا با لحنی شاعرانه و دراماتیک داشت و فعالیت هنری‌اش را از اروپا تا اپرای متروپلیتن نیویورک ادامه داد.